# Saint-Pancrace (Dordoña)
 Saint-Pancrace  (en occitano Sent Pancraci) es una población y comuna francesa, situada en la región de Aquitania, departamento de Dordoña, en el distrito de Nontron y cantón de Champagnac-de-Belair.

## Demografía
| 142 | 150 | 155 | 144 | 129 | 120 |
| Para los censos de 1962 a 1999 la población legal corresponde a la población sin duplicidades (Fuente: INSEE [Consultar]) |     |     |     |     |     |